# Wolnorodnikowa teoria starzenia się
Wolnorodnikowa teoria starzenia się (ang. free-radical theory of aging, FRTA) — hipoteza mówiąca, iż  proces starzenia się ma przyczynę w nagromadzeniu w komórkach organizmów zniszczeń spowodowanych działaniem niespecyficznych reakcji wolnych rodników powstających w toku metabolizmu. Przedstawił ją w 1956 roku amerykański gerontolog Denham Harman w artykule Aging: a theory based on free radical and radiation chemistry opublikowanym w czasopiśmie Journal of Gerontology.